# Providentia (Sterksel)
Providentia is een voormalig instellingsterrein bij het dorp Sterksel waar voor epilepsiepatiënten in verschillende woongroepen een beschermde woonomgeving gecreëerd werd. Door de grootte van het complex en de aanwezigheid van voorzieningen als een boerderij, kapel en een winkel leek Providentia op een klein dorp. Providentia begon als een verpleeghuis voor mensen met epilepsie. Door fusie werd het een onderdeel van de instelling Kempenhaeghe en kwam in de jaren zeventig de nadruk te liggen op wonen terwijl Kempenhaeghe uitgroeide tot een behandel- en onderzoekscentrum. Het terrein van Providentia werd in het nieuwe millennium ontwikkeld tot woonwijk met omgekeerde integratie. Begin 2015 gaf de gemeente Heeze-Leende de nieuwe woonwijk de naam Kloostervelden. De naam Providentia bleef behouden voor het klooster Providentia en de oprijlaan naar het klooster toe: Laan van Providentia.

## Kempenhaeghe
Vanuit Providentia werd het initiatief genomen tot de bouw van en neveninstelling, Kempenhaeghe te Heeze, waarvan in 1957 de bouw startte. Kempenhaeghe was in eerste beginsel bedoeld voor vrouwelijke patiënten. Beide instellingen werkten sinds 1964 samen in de 'Katholieke Stichting tot exploitatie van medische centra voor epileptische patiënten'.

## Geschiedenis

### tot 1940
In 1919 besloten de Broeders van de Heilige Joseph in Heerlen om in Sterksel een terrein te kopen voor de stichting van een nieuw verpleeghuis voor epileptici. Deze instelling werd Huize Providentia genoemd. Deze naam verwijst naar de Goddelijke voorzienigheid en de woorden: 'Sub tutela divinae Providentiae' ('Onder bescherming van de goddelijke voorzienigheid').
Het verpleeghuis was gereed in 1927. Aanvankelijk werd het bewoond door 13 broeders en 50 patiënten.
Omdat men tot het inzicht was gekomen dat de behandeling van epilepsie het beste op jonge leeftijd kon beginnen, werden in 1933 de eerste kinderen opgenomen. In 1937 werd daartoe een BLO-school geopend. Deze werd na de Tweede Wereldoorlog vernoemd naar de karmeliet Titus Brandsma. Men startte met 28 kinderen.

### 1940-1945
Vervolgens brak de Tweede Wereldoorlog uit. Op 6 november 1942 beval de bezetter het gebouw onmiddellijk te ontruimen. De bewoners mochten alleen hun persoonlijke bezittingen meenemen. Aanvankelijk ging iedereen naar Huize Voorburg in Vught. Kort daarna werden de bewoners verdeeld: de kinderen gingen naar Huize Sint Jozef in Heel en de oudere patiënten gingen naar Koningslust. De Duitsers bouwden een bunker naast het hoofdgebouw en er kwam een school voor de Hitlerjugend.
Na de bevrijding in 1944 gebruikten de Engelsen het gebouw nog als militair hospitaal, maar in 1946 werd het gebouw uiteindelijk vrijgegeven. Men startte een verdere professionalisering van de aanpak, waarbij alle broeders een opleiding tot verpleger moesten volgen.

### vanaf 1945
In 1957 is begonnen met paviljoens voor de huisvesting van bewoners: Ariëns en Don Bosco.
In 1960 is een nieuwe school gebouwd. De oude school werd verbouwd tot therapie-gebouw.
In 1974 zijn twee nieuwe paviljoens gebouwd: Cornelius en Savelberg.
Later zijn nog het Ignatius- en Jonckheit-paviljoen gebouwd.
In 1977 veranderde de taakverdeling tussen beide instellingen. Providentia werd een verpleeghuis voor patiënten met epilepsie. Dit betekende dat de jongere patiënten, inclusief de school, naar Kempenhaeghe verhuisden, en de oudere patiënten naar Providentia.
In 1990 vertrokken de broeders uit Providentia, en werd het een seculiere instelling.
In 2006 kwam Providentia met een plan om driehonderd woonhuizen op het terrein van 22 ha te bouwen. Aangezien dit terrein deel uitmaakt van de Ecologische Hoofdstructuur, dient hierbij de grootste zorgvuldigheid in acht te worden genomen. De bedoeling is dat er naast de huidige bewoners die vaak een verstandelijke beperking hebben, ook andere mensen de gelegenheid krijgen er een huis te kopen of huren. Van de driehonderd te bouwen huizen zullen er veertig gereserveerd worden voor de huidige bewoners van Providentia.
Ook werd er in dit jaar op het terrein van Providentia een uitbreiding van De Berkenschutse gebouwd, om plaats te kunnen bieden aan de havo/vwo bovenbouw.
Begin 2015 werden de eerste woningen van het nieuwbouwproject opgeleverd. In mei van dat jaar werd het voormalige instellingsterrein Providentia officieel omgedoopt tot een nieuwe wijk binnen de gemeente Heeze-Leende. De nieuwe wijknaam werd Kloostervelden. 